# 4077 Asuka
4077 Asuka este un asteroid din centura principală, descoperit pe 13 decembrie 1982 de Hiroki Kosai și Kiichiro Hurukawa.